# Centro Storico
Centro storico (« centre historique ») est une zone urbanistique de la ville de Rome, désigné par le code 1.a, comprenant une partie importante de son centre historique formant le Municipio I.
Au sens large, Centro Storico désigne aussi le Municipio I. Il s'étend sur les 8 rioni suivants :
- R.II - Trevi
- R.IV - Campo Marzio
- R.V - Ponte
- R.VI - Parione
- R.VII - Regola
- R.VIII - Sant'Eustachio
- R.IX - Pigna
- R.XI - Sant'Angelo

L'ensemble compte en 2010 39 288 habitants pour 14,308 km²,.